# Distrito de La Infanta
El distrito de La Infanta o Comandancia de La Infanta, fue una división administrativa de las islas Filipinas durante las últimas décadas del dominio español. Su capital, "cabecera" en la terminología de la época, estaba en Binangonán de Lampón. Se corresponde aproximadamente con varios municipios del norte de la actual provincia de Quezón: General Nakar, Infanta y Real (Puerto Real); y Dingalán en la presente provincia de Aurora.

## Geografía
Faja de terreno bastante estrecha, sobre todo al Sur, que linda al norte con la provincia de Nueva Écija, al sur con la provincia de Tayabas, al este con el Mar de Filipinas, Bahía de Lamón y al oeste con el Distrito de Mórong, La Laguna y Bulacán.

## Pueblos
A finales del siglo XIX el principal y casi el único pueblo era su cabecera, Binangonan de Lampón, situada a 3 kilómetros de la orilla del mar, con excelente puerto, que llaman del Real, y que es el antiguo de Lampón, tan conocido en el siglo XVIII, por ser entonces el depósito de los galeones y de la riqueza de Manila, considerándolo más franco y libre para las comunicaciones con el Virreinato de Nueva España, que el temido estrecho de San Bernardino. Tiene también otros dos puertos nombrados, Santa Mónica y Misna, por completo
abandonados actualmente lo mismo que el del Real. Cuenta Binangonan con más de 9,095 almas.

## Historia
Durante la administración española de Filipinas, la isla de Luzón se encontraba dividida en provincias. De ellas se iban desgajando, cuando alcanzaban un nivel de desarrollo suficiente, territorios que se iban catalogando como distritos.
El Distrito de El Príncipe comprendía la Comandancia de Binatangan.

## Gobierno
A su frente se encontraba un comandante político-militar, puesto desempeñado por un capitán del Ejército el cual, en virtud de su cargo, era también delegado de Hacienda para la recaudación de impuestos, subdelegado de Marina, juez de primera instancia y administrador de la oficina de correos.